# Fieldia
Fieldia är ett släkte av tvåhjärtbladiga växter. Fieldia ingår i familjen Gesneriaceae.
Kladogram enligt Catalogue of Life:
| Fieldia | \| \| Fieldia australiana \| \| \| \| \| \| Fieldia australis \| \| \| \| |
|         | \| \| Fieldia australiana \| \| \| \| \| \| Fieldia australis \| \| \| \| |
|         | Fieldia australiana                                                       |
|         |                                                                           |
|         | Fieldia australis                                                         |
|         |                                                                           |

## Bildgalleri

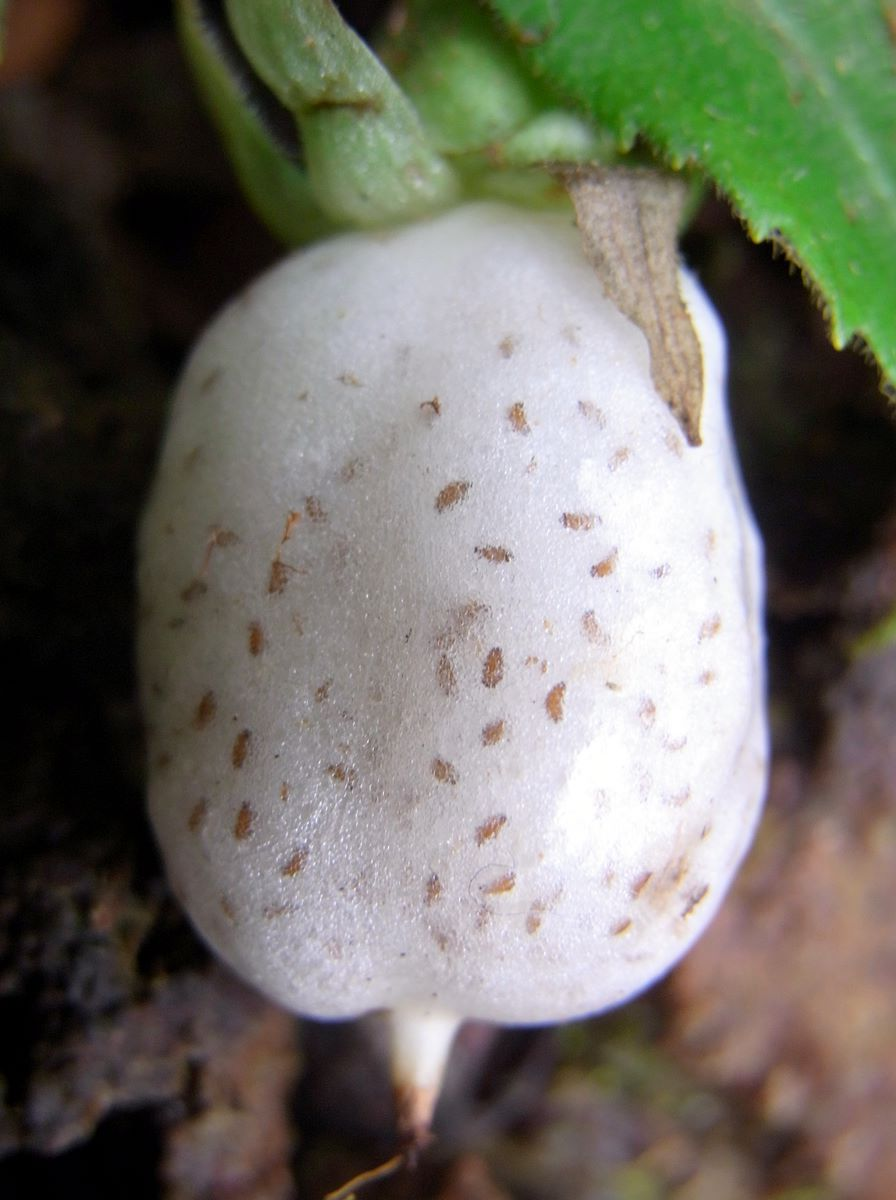
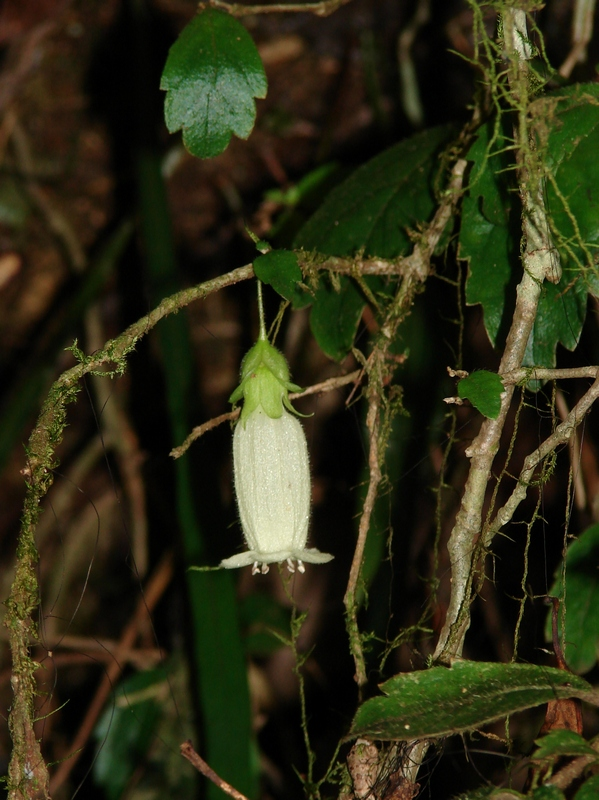